# 段暉
段 暉（だん こん、生没年不詳）は、五胡十六国から北魏にかけての人物。字は長祚。本貫は武威郡姑臧県。

## 経歴
成長すると身長が8尺あまりあった。欧陽湯に師事し、将来を嘱望された。412年（永康元年）、西秦の乞伏熾磐が即位すると、中尉となった。415年（永康4年）、乞伏熾磐が3万の兵を率いて北涼の湟河を襲撃し、北涼の司馬の隗仁を漢平で捕らえると、乞伏熾磐は隗仁を斬ろうとしたが、段暉は隗仁が忠義の人物であるので許して仕えさせるべきだと進言した。427年（建弘8年）、涼州刺史となった。428年（永弘元年）、乞伏暮末が即位すると、段暉は輔国大将軍・御史大夫・西海侯となった。429年（永弘2年）、吐谷渾と北涼が共同して西秦に侵攻してくると、段暉はこれを迎撃して撃破した。430年（永弘3年）、吐谷渾が西秦の定連を襲撃してくると、また段暉はこれを迎撃して破った。西秦の国政が乱れると、段暉は子の段承根とともに吐谷渾の慕璝を頼った。431年（神䴥4年）、慕璝が北魏につくと、段暉父子は北魏に帰順した。太武帝に名を知られて重用され、上客となった。後に段暉が太武帝に従って長安におもむいたとき、南朝に亡命しようとしていると告発され、市で斬刑に処された。

## 逸話
- 段暉が欧陽湯のもとで学んでいたとき、ひとりの童子が段暉とともに学んでいた。2年後、童子は帰郷することとなり、段暉に馬をねだった。段暉はふざけて木馬を作って童子に与えた。童子はたいそう喜んで、「わたしは太山府君の子で、父の命を受けて遊学していましたが、今は帰ろうとしています。あなたに厚い贈り物をいただきましたが、報いる徳もありません。あなたは後に位は常伯にいたり、侯に封じられるでしょう」と段暉に感謝の言葉を述べ終えると、木馬に乗って空を飛んで去っていった。段暉はこうして自分が将来必ず高い地位につくことを知った。
- 段暉は長安である人に南に亡命しようとしていると告発された。太武帝が「どうしてそれが分かるのだ」と訊ねると、告発者は「段暉は馬の鞍の下に金を隠しています。逃走するつもりでなければ、どうしてそのようなことをするでしょう」と答えた。太武帝がひそかに調べさせると、はたして告発者の言うとおりのものが出てきたので、段暉は市で斬刑に処されて遺体は数日さらされた。ときに京兆の儒生の林白奴が段暉の遺徳と名声をしたって、夜間に遺体を盗み出し、枯井戸の中に隠した。段暉の娘は敦煌の張氏の妻となっていたが、長らく経ってこのことを聞き、長安におもむいて遺体を収容して葬った。

## 伝記資料
- 『魏書』巻52 列伝第40
- 『北史』巻34 列伝第22